# Alexandre Freitas
Alexandre Teixeira de Freitas Rodrigues (Brasília, 1 de agosto de 1981), é um advogado e político brasileiro, filiado ao Partido Liberal (PL). Foi deputado estadual do Rio de Janeiro, entre 2019 e 2023.

## Carreira política

### Deputado Estadual do RJ
Nas eleições de 2018 foi eleito pelo NOVO como deputado estadual pelo Rio de Janeiro.
Freitas denunciou ao Tribunal de Contas do Estado do Rio de Janeiro, junto com o também deputado Paulo Ganime, a suspeita de superfaturamento na compra de respiradores pelo governo do então governador Wilson Witzel. Tais suspeitas levaram à prisão do ex-subsecretário de Saúde do RJ, Gabriel Neves.
Desta forma foi coautor do pedido de impeachement do governador, Wilson Witzel. Ocupando assento na Comissão Especial de Impeachment.

#### Atuação
Alexandre Freitas é coautor da Lei nº 1.805/2020, que regulamenta a Lei Federal nº 13.874 no âmbito estadual.

### Expulsão do NOVO
Em 18 de agosto de 2021 foi comunicada a expulsão de Alexandre Freitas do NOVO. O partido alegou que o deputado estadual é reincidente em atitudes que contrariaram o Estatuto e o Código de Conduta do NOVO, tal como ofender um dirigente do partido.
Em dezembro de 2021, filiou-se ao Podemos, onde tentou a reeleição para a Assembleia Legislativa do Rio de Janeiro, mas não foi eleito. Ele migrou, então, para o PL, de Jair Bolsonaro e Valdemar Costa Neto.

### Racismo
Em 2024, Freitas foi condenado pela Justiça Federal do Rio de Janeiro a pagar 30 mil reais por danos morais coletivos em razão de publicações racistas na plataforma X, classificadas pela Justiça como racismo recreativo. Em agosto de 2022, quando era filiado ao Partido Novo, afirmou que defenderia o porte de fuzis apenas dependendo da cor do indivíduo.